# Cerkev sv. Janeza, Tartu
Cerkev sv. Janeza v Tartuju (estonsko Jaani kirik, nemško St. Johanniskirche zu Dorpat) je zidana gotska luteranska cerkev, ena od znamenitosti mesta Tartu v Estoniji. Posvečena je Janezu Krstniku.

## Zgodovina
Sprva je bila cerkev sv. Janeza katoliška cerkev, saj najstarejši deli sedanje stavbe izvirajo iz 14. stoletja. Pred tem je na istem mestu vsaj od prve polovice 13. stoletja že stala cerkvena stavba. Arheološke preiskave so pokazale, da je v 12. stoletju tu lahko obstajala lesena cerkev. To je še posebej izjemno, ker je do nacionalnega pokristjanjevanja prišlo šele veliko pozneje. Stavba iz rdeče opeke je doživela obsežne spremembe, saj je bila v veliki meri obnovljena tako po severni kot po drugi svetovni vojni. Baročne kapele so bile dozidane v letih 1746 in 1769. Cerkev je danes del estonske evangeličansko-luteranske cerkve.
Velik požar v Tartuju se je pri cerkvi začel leta 1775, cerkvi in bližnji uppsalski hiši pa je bilo prihranjeno uničenje, ki je uničilo skoraj dvesto hiš.
Konec 19. stoletja je cerkev nudila osnovnošolsko izobraževanje. Tukaj se je šolala tudi igralka Amalie Konsa.

## Opis
Glavnina je triladijska bazilika z velikanskim stolpom, ki meji na zahod in korom na vzhodu zaprt s poligonalno apsido. Na severni strani prezbiterija je zakristija. V južnem delu je tako imenovana kapelica Lubeck (ostanki iz hanzeatskih časov).
Stolp, postavljen v kvadratnem tlorisu, je podaljšek ladje in se dviga do višine 63 m.
Zunanje stene cerkve krasi friz z motivom štirilista. Zahodni portal je okronan s stopničastim pedimentom s petnajstimi figurami v nišah. Na južni steni nad arkadami je friz štirilistov, in nad njim vrsta petnajstih figur, ki sedijo pod nadstreški v nišah in tvorijo navidezni triforij.
Na steni zahodne ladje je upodobitev Kristusa v veličanstvu, obdan s šestimi liki svetnikov, na vzhodni steni pa nad lokom friz in skupina pasijona v naravni velikosti (verjetno največja terakotna kompozicija v srednjeveški Evropi).
Najbolj izstopajoča značilnost svetega Janeza je bogastvo figuric iz terakote, ki obkrožajo zunanjost cerkve. Prvotno je bilo več kot tisoč ročno izdelanih figuric, vsaka drugačna od drugih; zdaj jih je ohranjenih približno 200. Zaradi velikega števila posameznih figuric so nastale hipoteze, da bi lahko nastale po vzoru državljanov Tartuja; po drugi strani pa nekatere nosijo krone, kar namiguje, da bi lahko upodobili nekoga drugega.
Od leta 1999 ima cerkev sv. Janeza dva nova zvonova z imenom Peetrus in Paulus po dveh mestnih zavetnikih (sv. Peter in sv. Pavel).
Cerkev sv. Janeza v Tartuju je najbolj severovzhodna točka na evropski poti opečne gotike.
- Oltar
- Leta 1794
- Oltar
- Vhod